# U.S. Route 65
U.S Route 65 (också kallad U.S. Highway 65 eller med förkortningen  US 65) är en amerikansk landsväg i USA som sträcker sig i nord-sydlig riktning.  Vägen är 1555 km lång och sträcker sig mellan Clayton, Louisiana i söder och Albert Lea, Minnesota i norr.